# Kunsten å fortelle
Kunsten å fortelle er det tredje album af den norske hiphop-gruppe Klovner i Kamp. Albummet blev udgivet i 26. september 2003. Dette er ét af de eneste norske hiphop-albums, der er udgivet i Danmark.

## Spor
1. «Levende legender»
2. «Det det handler om»
3. «Helvete heller»
4. «5 år»
5. «Den dagen gud døde»
6. «Konger i kamp»
7. «Cry baby»
8. «Oslo»
9. «Sånn ruller vi»
10. «Den eneste»
11. «Fritt vilt»
12. «Torner og roser»
13. «To fulde mænd»